# Аносино
Ано́сино — деревня в муниципальном образовании городской округ Истра Московской области России. Население — 277 чел. (2010), в деревне 18 улиц.
До 2017 года входила в состав упразднённых муниципальных образований Обушковское сельское поселение Истринского района.
С Истрой деревня связана автобусным сообщением (автобус № 22).

## География
Самая северная деревня поселения, находится примерно в 25 км юго-восток от Истры, на правом берегу реки Истры, высота над уровнем моря 183 м. Ближайшие деревни — Падиково на юге и Жевнево на севере, железнодорожная станция Снегири в 5 км.

## Население
| 2002 | 2006 | 2010 |
| ---- | ---- | ---- |
| 242  | ↘222 | ↗277 |

## Достопримечательности
- Аносин Борисоглебский женский монастырь, основанный в 1823 году, памятник архитектуры федерального значения[7][8].
- Памятник воинам-красноармейцам 108-й стрелковой дивизии, погибшим в декабре 1941 года на рубеже деревень Аносино и Падиково, где было остановлено продвижение фашистов к Москве[9].